# 1299 в Україні
1299 в Україні — це перелік головних подій, що відбулись у 1299 році на території сучасних українських земель. Також подано список відомих осіб, що народилися та померли в 1299 році. Крім того, зібрано список пам'ятних дат та ювілеїв 1299 року.

## Події
- Розорення Києва (1299)
- митрополит Київський Максим переносить митрополію з Києва у місто Володимир-над-Клязьмою[1].

## Пам'ятні дати та ювілеї
- 425 років з часу (874 рік):
  - другого походу князя Аскольда до Константинополя: було укладено мирну русько-грецьку угоду без облоги столиці Візантійської імперії[2][3]
- 275 років з часу (1024 рік):
  - жовтень — Листвинської битви між найманцями-варягами великого князя київського Ярослава Мудрого та чернігівсько-тмутороканською дружиною його брата князя Мстислава Володимировича Хороброго в якій переміг Мстислав та зберіг владу в Чернігівських землях[4].
- 200 років з часу (1099 рік):
  - битви в урочищі Рожне Поле (поблизу нинішнього міста Золочева Львівської області) в ході міжусобної війни на Русі в 1097—1100 роках, коли об'єднана галицька дружина Володаря та Василька Ростиславичів здобула перемогу над військом київського князя Святополка Ізяславича, поклавши край претензіям Києва на галицькі землі[5].
- 175 років з часу (1124 рік):
  - поділу Галичини між князями Васильковичами, з роду Василька Ростиславича, та Володаревичами.
- 150 років з часу (1149 рік):
  - захоплення Києва суздальським князем Юрієм Довгоруким[6][7][8] у ході міжусобної війни на Русі 1146—1154 років[9][10].
- 125 років з часу (1174 рік):
  - зайняття київського престолу смоленським князем Романом Ростиславичем[11], обіймав до 1176 року.
- 100 років з часу (1199 рік):

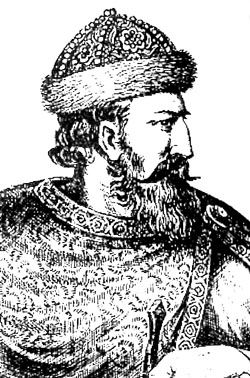
Засновник єдиного Галицько-Волинського князівства волинський князь Роман Мстиславович Великий

- - об'єднання волинським князем Романом Мстиславовичем Великим Галицької і Волинської земель і утворення єдиного Галицько-Волинського князівства[12].
- 25 років з часу (1249 рік):

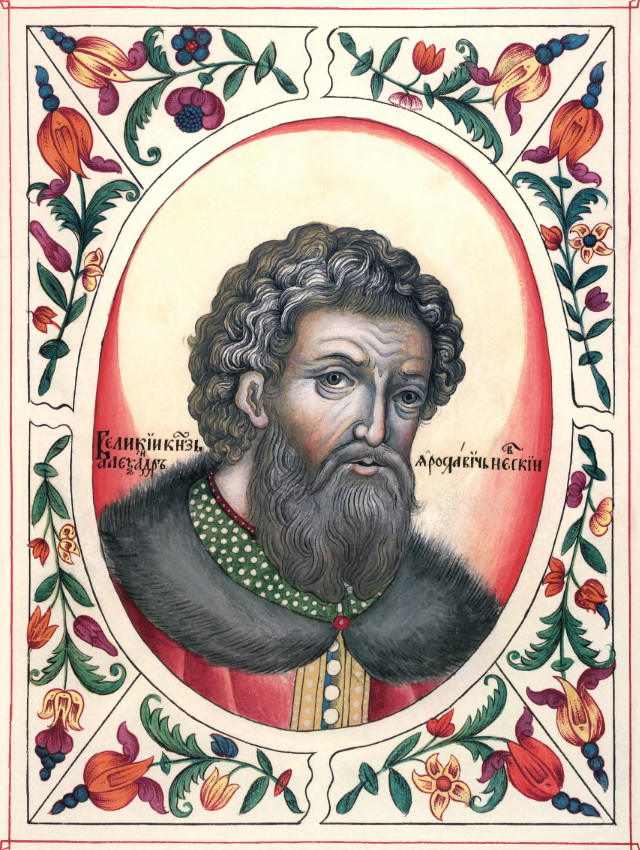
Великий князь київський Олександр Невський в 1299—1263 роках

- - отримання у Золотій Орді ярлика на княжіння в Києві князя новгородського Олександра Ярославовича Невського — Великого Князя Київського (до 1263 року)[13].
- 50 років з часу (1274 рік):
  - ухвалення «Правила» церковної організації і поведінки священиків на Помісному соборі єпископів у Владимирі-на-Клязьмі під головуванням митрополита Київського Кирила II[14].

### Міст, установ та організацій
- 400 років з часу (899 рік):
  - заснування поселення Лтава, відомого зараз як місто Полтава[15][16]
- 125 років з часу (1174 рік):
  - 12 липня — першої письмової згадки про місто Полтава[17], коли в Іпатіївському літописі було описано укріплення на ріці Лтаві[18].

### Видатних особистостей

#### Народження
- 275 років з часу (1024 рік):

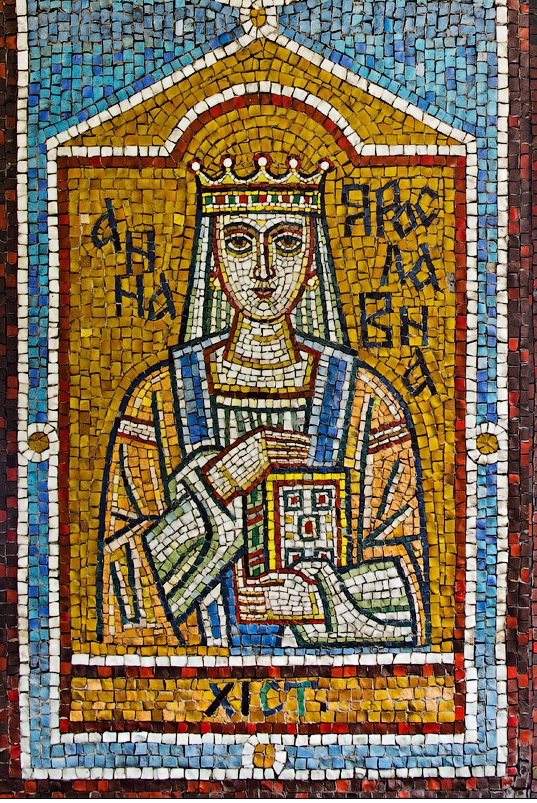
донька князя Ярослава Мудрого Анна Ярославна (1024—1079)

  - народження Анни Ярославни — королеви Франції (1051—1060 рр.); доньки князя Ярослава Мудрого і шведської принцеси Інгігерди, другої дружини французького короля Генріха I Капета. (пом.. 1079)[19].
  - народження Ізясла́ва Яросла́вича — Великого князя київського (1054—1068, 1069—1073, 1077—1078)[20]. Зять польського короля Мешка ІІ (з 1043)[20]. (пом.. 1078).

#### Смерті
- 250 років з часу (1049 рік):
  - смерті Феопемпта — Митрополита Київського і всієї Русі.
- 225 років з часу (1074 рік):

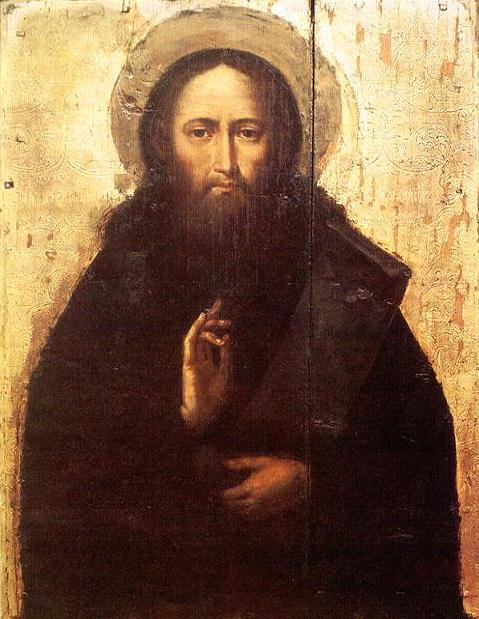
Ікона Феодосія Печерського

- - смерті Анастасії Ярославни — королеви Угорщини (1046—1061 рр.), дружини короля Андрія I; донька Ярослава Мудрого та Інгігерди. (нар.. 1023).
  - 3 травня — смерті Феодосія Печерського — ігумена Києво-Печерського монастиря, одного з основоположників чернецтва на Русі. (нар.. бл. 1009).
- 200 років з часу (1099 рік):
  - 12 червня — смерті Мстислава (Мстиславця) Святополковича — князя володимирського, ймовірно старшого сина Великого князя київського Святополка Ізяславича"[21].
- 175 років з часу (1124 рік):
  - 28 лютого — смерті Василька Ростиславича[22]) — теребовлянського князя, який разом з братами Рюриком та Володарем — один із засновників незалежного Галицького князівства. (нар.. бл. 1066).
  - 19 березня — смерті Волода́ра Ростиславича — князя звенигородського (1085—1299) та перемиського (1092—1299) з династії Рюриковичів.
- 100 років з часу (1199 рік):
  - смерті Володимира Ярославича — галицького князя, останнього з гілки роду — Ростиславичів галицьких. (нар.. бл. 1151).
  - смерті Ярослава Мстиславича (Красного) — князя переяславського (1187—1299), сина князя Мстислава Юрійовича і онука Юрія Долгорукого.
- 25 грудня — смерті Ілони Угорської — угорської принцеси з династії Арпадів, доньки короля Угорщини Гези II та київської княжни Єфросинії Мстиславівни. (нар.. бл. 1145).
- 50 років з часу (1249 рік):
- смерті Агапіта I — церковного діяча часів занепаду Великого князівства Київського, архімандрита Києво-Печерського монастиря.